# Lejla Njemčević
Lejla Njemčević (* 19. Juni 1994 in Udine als Lejla Tanović) ist eine bosnisch-herzegowinische Mountainbikerin, die im Cross-Country aktiv ist.

## Sportlicher Werdegang
Mit dem Radsport begann Njemčević im Alter von 15 Jahren, für den Mountainbikesport entschied sie sich, weil die schlechten Straßenverhältnisse in ihrer Heimatstadt Sarajevo kaum Straßenradsport zuließen. Nach dem Abitur studierte sie zunächst Jugendstrafrecht an der Universität in Sarajevo, blieb aber dem Radsport treu. 2013 wurde sie nationale Vizemeisterin im Cross-Country XCO, 2014 gewann sie auf der Straße die Titel sowohl im Straßenrennen als auch im Einzelzeitfahren.
Nach Abschluss ihres Studiums wurde Njemčević 2015 Mitglied in einem UCI MTB Team und wandte sich vollständig dem Mountainbikesport zu. Im selben Jahr gewann sie erstmals den nationalen Titel im XCO, den sie bis 2023 jährlich verteidigte. Dazu kamen im Verlauf der Karriere weitere nationale Titel im MTB-Marathon XCM, Eliminator XCE und Short Track XCC. International war sie vorrangig bei kleineren Rennen im südosteuropäischen Raum erfolgreich. So gewann sie von 2016 bis 2021 fünfmal in Folge die Balkanmeisterschaften im XCO. Bei gelegentlichen Starts im Weltcup blieb ein 53. Platz in der Saison 2018 ihr bestes Ergebnis.
In der Saison 2020 belegte Njemčević bei den Mountainbike-Marathon-Weltmeisterschaften den achten Platz. Daraufhin begann sie sich, verstärkt dem MTB-Marathon zuzuwenden. 2022 gewann sie mit dem Bike Maraton Jelena Gora und dem 4 Islands Stage Race zwei Rennen der UCI-Mountainbike-Marathon-Serie. Mit weiteren Spitzenplatzierungen sicherte sie sich auch die Gesamtwertung der Serie sowie die Führung in der UCI-Weltrangliste im MTB-Marathon.
Nachdem 2023 der MTB-Marathon wieder in das Programm des UCI-Mountainbike-Weltcups aufgenommen worden war, gewann Njemčević das erste Weltcup-Rennen der Saison in Nové Město na Moravě und entschied mit zwei zweiten Plätzen auch den Gewinn der Gesamtwertung für sich. Die Silbermedaille bei den MTB-Marathon-Europameisterschaften 2024 in Viborg war ihre erste Medaille bei internationalen Meisterschaften.

## Familie
2022 heiratete Njemčević ihren langjährigen Trainer Amar Njemčević, der sie seit Beginn ihrer Karriere trainiert.

## Erfolge
2014
- – Straßenrennen und Einzelzeitfahren

2015
- – Cross-Country XCO

2016
- Balkanmeisterschaften – Cross-Country XCO
- – Cross-Country XCO

2017
- Balkanmeisterschaften – Cross-Country XCO
- – Cross-Country XCO

2018
- Balkanmeisterschaften – Cross-Country XCO
- – Cross-Country XCO

2019
- Balkanmeisterschaften – Cross-Country XCO
- – Cross-Country XCO

2020
- – Cross-Country XCO, Eliminator XCE und Marathon XCM

2021
- Balkanmeisterschaften – Cross-Country XCO
- – Cross-Country XCO und Marathon XCM

2022
- – Cross-Country XCO
- Bike Maraton Jelena Gora (UCI-MTB-Marathon-Serie)
- 4 Islands Stage Race (UCI-MTB-Marathon-Serie)
- Gesamtwertung UCI-MTB-Marathon-Serie

2023
- – Short Track XCC, Cross-Country XCO und Marathon XCM
- ein Weltcup-Erfolg – Marathon XCM
- Weltcup-Gesamtwertung – Marathon XCM

2024
- – Marathon XCM
- ein Weltcup-Erfolg – Marathon XCM
- Europameisterschaften – Marathon XCM